# Stenus boops
Stenus boops es una especie de escarabajo del género Stenus, familia Staphylinidae. Fue descrita científicamente por Ljungh en 1810.
Habita en Reino Unido, Suecia, Noruega, Finlandia, Alemania, Países Bajos, Estonia, Austria, Francia, Ucrania, Rusia, Luxemburgo, Polonia, Bélgica, Irlanda, Italia, Dinamarca, Letonia y Bielorrusia.